# Новоколоміно
Новоколо́міно (рос. Новоколомино) — село у складі Чаїнського району Томської області, Росія. Входить до складу Коломінського сільського поселення.

## Населення
Населення — 381 особа (2010; 357 у 2002).
Національний склад (станом на 2002 рік):
- росіяни — 95 %